# 村越伊知郎
村越 伊知郎（むらこし いちろう、1930年12月2日 - 2007年5月23日）は、日本の俳優、声優。東京府（現在の東京都）出身。テアトル・エコーに所属していた。

## 来歴
早稲田大学商学部卒業。在学中から芝居が好きであった。
大学卒業後はしばらく東京都庁に勤めていたが、1954年に劇団煉互座に加入。1956年からはテアトル・エコーに所属。
吹き替えや特撮作品のナレーションなど幅広く活躍。アニメ『サザエさん』では、波野ノリスケ役を初登場の1969年12月14日放送分から演じて親しまれた。
1998年7月、喉頭癌のため休業し、長年演じたノリスケ役を降板。復帰後は納得のいく発声が困難になったため声優業を引退し、舞台活動をはじめ以前から行っていた後進の育成に引き続きあたっていた。
2007年5月23日に死去。76歳没。

## 人物
趣味・特技はピアノ、落語、カメラ、書道。
後進の育成では「役者は『日本語を操るプロ』である」が口癖だったという。

## 出演
太字はメインキャラクター。

### テレビドラマ
- 俺たちの朝
  - 第27話「うなぎと未婚の母と愛してます」（1977年4月24日） - ホテルの支配人
  - 第45話「グットバイと男のロマンと心が痛い」（1977年10月23日） - YMSスポーツクラブ本社営業係長
- ガッツジュン（第13話以降のナレーション）
- 金曜日の妻たちへII 男たちよ、元気かい?（刑事）
- 刑事くん（予告ナレーション）
- 太陽にほえろ!（第176話「狼の街」、刑事）
- 飛び出せ!青春（第21話「学園の子連れ狼」、司会者）
- 花は花よめ 第2シリーズ（第27話、先生）
- 不毛地帯（毎日放送版・ナレーション）
- 熱中時代・刑事編 第26話「ハッピーだぜ！熱中刑事」 - 医師
- 魔拳!カンフーチェン（ナレーション）
- Gメン'75　第230話「零下50度からの逃亡者」（クローニン役の吹き替え）

### テレビアニメ
1963年
- 鉄腕アトム (アニメ第1作)（おもちゃの猿、ダイヤ強盗、救出宇宙船の船長）

1964年
- ビッグX

1965年
- 遊星少年パピイ（キリトビ）

1966年
- 遊星仮面（地球防衛軍ビッツ大佐）

1967年
- 黄金バット（ヤマトネ博士）

1969年
- 海底少年マリン（ギャングC、トム）
- 忍風カムイ外伝（ホテリ）
- ひみつのアッコちゃん（第1作）（1969年 - 1970年、医者、パパ、ピリカの父、ドラ）
- サザエさん（1969年 - 1998年、波野ノリスケ〈初代〉、裏のおじいちゃん〈代役〉）
- 妖怪人間ベム（スミス）

1970年
- 赤き血のイレブン（松木天平）

1971年
- アニメンタリー 決断
- 原始少年リュウ（1971年 - 1972年、タカ）
- 魔法のマコちゃん
- ルパン三世 (TV第1シリーズ)（1971年 - 1972年）

1972年
- アニメドキュメントミュンヘンへの道
- 正義を愛する者 月光仮面（シャバナン殿下、宇宙丸船長、柳木博士）

1973年
- 荒野の少年イサム（ネッド）
- 空手バカ一代
- ど根性ガエル
- ドラえもん（日本テレビ版）（パパ）

1974年
- グレートマジンガー（超人将軍ユリシーザー〈初代〉）
- 小さなバイキングビッケ（ノーグッド）

1975年
- 勇者ライディーン（1975年 - 1976年、ひびき一郎）

1976年
- 母をたずねて三千里（フォルゴーレ号船長）

1977年
- 一発貫太くん（猿丸、ケントの父）
- 激走!ルーベンカイザー（ナレーター）
- 若草のシャルロット（アンドレ、アルベール）

1978年
- 家なき子
- 宇宙戦艦ヤマト2（1978年 - 1979年、ゲーニッツ）
- 新・巨人の星（国松彰）
- ルパン三世 (TV第2シリーズ)（1978年 - 1979年）

1979年
- 新・巨人の星II
- ベルサイユのばら（1979年 - 1980年、メルシー伯）
- 野球狂の詩（父）

1980年
- 鉄腕アトム (アニメ第2作)（神田博士）
- トム・ソーヤーの冒険（サッチャー判事）

1981年
- 新・ど根性ガエル
- ダッシュ勝平（天王山高校バスケ部コーチ）
- ハロー!サンディベル（カーン・ロンウッド）
- ヤットデタマン（太田道灌、平賀源内）

1982年
- 怪物くん
- フクちゃん
- 魔法のプリンセス ミンキーモモ（プリンストン）

1984年
- 特装機兵ドルバック（ハイデン）

1985年
- 三国志（張昭）

1986年
- 青春アニメ全集（忠助）

1992年
- スペースオズの冒険（ドクター・オズ）

1994年
- 勇者警察ジェイデッカー（水島四郎）

1995年
- オズ・キッズ（ドクター・オズ）

### 劇場アニメ
- 海底3万マイル（1970年、船長[14]）
- さらば宇宙戦艦ヤマト 愛の戦士たち（1978年、ゲーニッツ[15]）
- ルパン三世 ルパンVS複製人間（1978年、科学者[16]）
- まことちゃん（1980年）
- 対馬丸 —さようなら沖繩—（1982年、大村大尉）
- 象のいない動物園（1982年、池田さん）
- ゴルゴ13（1983年、E・ヤングCIA副長官）
- オーディーン 光子帆船スターライト（1985年、アナウンサー）
- ゲゲゲの鬼太郎 妖怪大戦争（1986年、ドラキュラ[17]）
- 王立宇宙軍 オネアミスの翼（1987年、空軍士官A）
- 銀河英雄伝説 新たなる戦いの序曲（1993年、シュターデン〈初代〉）

### OVA
- To-y（1987年、加山プロ・専務）
- 銀河英雄伝説（1988年、シュターデン〈初代〉[1]）
- 創竜伝（1993年、フォレスター[1]）
- 魔神英雄伝ワタル 終わりなき時の物語（1993年、老人）
- 銀河英雄伝説外伝 千億の星、千億の光（1998年、シュターデン〈初代〉）

### ゲーム
- さらば宇宙戦艦ヤマト 愛の戦士たち（2000年、ゲーニッツ）

### ドラマCD
- オーディオ・ドラマCD ヴァーチャルサウンドムービー 沈黙の艦隊

### 吹き替え

#### 映画
- アーノルド・シュワルツェネッガーのSF超人ヘラクレス（キャムデン教授〈ジェームズ・カレン〉）
- アイガー・サンクション（ジャン＝ポール・モンテーニュ〈ジャン＝ピエール・ベルナルド〉）※フジテレビ版
- 哀愁の花びら
- 青い珊瑚礁（アーサー・レストレンジ〈ウィリアム・ダニエルズ〉）
- 赤い山（レーン〈アーサー・ケネディ〉）
- あなただけ今晩は（アンドレ）※TBS版
- アメリカン・グラフィティ ※テレビ朝日版
- 緯度0大作戦（ペリー・ロートン〈リチャード・ジャッケル〉）
- イブの三つの顔（ラルフ・ホワイト〈デヴィッド・ウェイン〉、イブの父）
- インディ・ジョーンズ/最後の聖戦（マーカス・ブロディ〈デンホルム・エリオット〉）※旧ソフト版
- 宇宙への旅立ち（ピータース教授〈マヌエル・ザルゾ）
- 麗しのサブリナ（料理教室の先生）※ソフト版
- 黄金のランデブー（コンウェイ〈デヴィッド・ジャンセン〉）
- オズ（ヘンリーおじさん〈マット・クラーク〉）※劇場公開版
- オデッサ・ファイル（カール・ブラウン警部）
- オフサイド7（マン〈マイケル・シェアード〉）
- 女ともだち（ガブリエーレ・フェルツェッティ）※NHK版
- カーリー・スー（フランク・アーノルド〈ジョン・アシュトン〉）※ソフト版
- 怪奇!吸血人間スネーク（保安官〈ジャック・ギング〉）
- 怪人スワンプシング（ロシェル博士）
- ガルシアの首（クイル〈ギグ・ヤング〉）
- 華麗なるヒコーキ野郎（ニュート・ピップ〈ジェフリー・ルイス〉）
- がんばれ!ベアーズ（ボブ・ホワイトウッド〈ベン・ピアッツァ〉）※テレビ朝日版
- ガンマー第3号 宇宙大作戦（ヴィンス・エリオット〈リチャード・ジャッケル〉）
- 機械じかけのピアノのための未完成の戯曲（ペトリン）※VHS版
- 吸血鬼の接吻（ジェラルド・ハーコート）
- キングコング（ロイ・バグレー〈ルネ・オーベルジョノワ〉）※フジテレビ版
- 九月になれば（トニー〈ボビー・ダーリン〉）※TBS版
- グッドフェローズ（ヘンリーの父、ヘニー・ヤングマン、医師〈イザイア・ウィットロック・Jr〉）
- グッドモーニング, ベトナム（エディ・カーク）※VHS版
- グロリア（ジャック〈バック・ヘンリー〉）
- 激走!5000キロ（ロスコー警部）※TBS版
- 決死圏SOS宇宙船（ポンティーニ博士）
- ゴーストバスターズ（レニー市長〈デヴィッド・マーギュリーズ〉、学部長）※フジテレビ版
- 絞殺魔（テレビナレーション）
- ゴルゴ13（アルバード・ジョンソン）
- 殺人魚フライングキラー（デュモン）※日本テレビ版
- ザ・デプス（オズボーン）
- 猿の惑星・征服（議長〈ジョン・ランドルフ〉）
- 白いドレスの女（マイルズ・ハーディン）
- 仁義（リコ）
- シンシナティ・キッド（ホーバン〈ジェフ・コーリー〉）※フジテレビ版
- スター・ウォーズ エピソード5/帝国の逆襲（ネメット中佐〈マーク・ジョーンズ〉）※劇場公開版
- セルピコ（ジェリー・バーマン〈ルイス・J・スタッドレン〉）
- 戦艦シュペー号の最後（マコール武官）※フジテレビ版
- 大盗賊（連隊長）※ソフト版
- ダイヤルMを廻せ!（スワン〈アンソニー・ドーソン〉）※テレビ朝日版2回
- 太陽がいっぱい（リコルディ刑事）※TBS版
- 脱出（医師）※テレビ朝日版
- 007/ゴールドフィンガー（フェリックス・ライター〈セク・リンダー〉）※日本テレビ版
- トップガン ※フジテレビ版
- トップ・ハット（ジェリー・トラヴァース〈フレッド・アステア〉）
- ナバロンの嵐（シュローダー少佐〈マイケル・バーン〉）※テレビ朝日版
- ノストラダムスの大予言（アフリカ代表〈ウィリー・ドーシー〉[6]、海外ニュースの声[6]）
- バトルトラック（ラスティ〈ジョン・ラッツェンバーガー〉）
- パララックス・ビュー（チャールズ・キャロル上院議員）
- バルジ大作戦（プリチャード大佐〈ダナ・アンドリュース〉）※フジテレビ版
- ハンター（スポタ〈リチャード・ヴェンチャー）※フジテレビ版
- バンデットQ（ナポレオン・ボナパルト〈イアン・ホルム〉）
- ビッグ・ビジネス（フロント係〈ジョー・グリファシ〉、ストークス社長〈ルイス・アークエット〉）※ソフト版
- 復讐の用心棒（エディ〈ルイ・カッセル）
- 不思議な世界 未来戦争の恐怖（BBCアナウンサー）
- ブレードランナー（セバスチャン〈ウィリアム・サンダーソン〉）※TBS版
- フレンチ・コネクション（マルダリッグ）※フジテレビ版
- ベニイ・グッドマン物語（ベニー・グッドマン〈スティーヴ・アレン〉）
- ヘルファイター（ヴァルデス大佐）
- 北北西に進路を取れ（ジャンケット警部、ラリー・ウェイド）※日本テレビ版
- 誇り高き戦場（ヴィクター・ライス〈レスリー・ニールセン〉）※TBS新録版
- 星空の用心棒（ゴメス）※TBS版
- ポセイドン・アドベンチャー（ジェームズ・マーティン〈レッド・バトンズ〉）※LD版
- マジック（ベン・グリーン〈バージェス・メレディス〉）
- M★A★S★H マッシュ（ヘンリー・ブレイク大佐）※LD版
- 燃えよデブゴン（マネージャー）
- 遊星よりの物体X（チャップマン博士）
- 四つの願い（ファドリグ〈ジャック・マッゴーラン〉）
- 夜の大捜査線（市長〈ウィリアム・シャラート〉）※NET版
- リーサル・ウェポン2/炎の約束（ティム・カバナフ〈ディーン・ノリス〉）※ソフト版
- ルーキー（ユージン・アッカーマン〈トム・スケリット〉）※ソフト版
- レナードの朝 ※ソフト版
- 連邦警察（サム〈マーレイ・ハミルトン〉）※NHK版
- ロシア・ハウス（ダンテ〈クラウス・マリア・ブランダウアー〉）
- ワイルド・ギース（ジュリアス・リンバーニ大統領）
- 鷲は舞いおりた（フィリップ・ヴェレッカー〈ジョン・スタンディング〉）
- わんぱくデニス（写真屋〈アーノルド・スタング〉）

#### ドラマ
- 愛と復讐のヒロイン（エリック〈ジーン・ケリー〉）
- アウター・リミッツ（リンコリン・ラッセル、ベン・フィールズ、カイバン遊星人ブリーチ、ジム・ダーシー）
- 紅い旋風ワンダーウーマン（ジョー・アトキンソン）
- アメリカン・ヒーロー #2（ハリー）、#17（リチャード・ベラー）、#42（ロメロ教授）
- インディ・ジョーンズ/若き日の大冒険（プレンティス）
- インベーダー「脅威の核爆弾」（MP）
- V（ロバート・マクスウェル）※ソフト版
- 浮気なおしゃれミディ シーズン1（#19 デービス・ジャクソン〈ジェフリー・ルイス〉）
- 鬼警部アイアンサイド（ジョニー・セヴン）
- 恐竜家族（マイマン）
- 原子力潜水艦シービュー号「金星への旅」（ケンタウル人2）
- ジム・ヘンソンのストーリーテラー（召し使い1）
- シャーロック・ホームズの冒険 青い紅玉（ブラッドストリート警部）
- 新・大草原の小さな家（モンタギュー）
- SOAP ソープ（ジョージ・ドナヒュー探偵）
- 地上最強の美女バイオニック・ジェミー（ルディ・ウェルズ博士〈マーチン・E・ブルックス〉）
- 超音速攻撃ヘリ エアーウルフ シーズン2 #9（エドワード・ジョンソン副社長）
- 超音速ヒーロー ザ・フラッシュ（ウィンターズ / コールド〈マイケル・チャンピオン〉）※日本テレビ版
- 電撃スパイ作戦 #8
- 逃亡者（#1 パーティの客、#17 チャーリー〈ブルース・ダーン〉、#101 ジョー・ドノヴァン〈ジェームス・T・キャラハン〉、#110 保安員、#116 刑事、#118 ロバート・ハウ副保安官〈ポール・マンティ〉、#119 ダン刑事）
- 特攻ギャリソン・ゴリラ（#11 ドイツ軍将軍〈デイヴィッド・グロス〉）
- 人気家族パートリッジ（ルーベン・キンケード〈デヴィッド・マーデン〉）
- 爆撃命令「命ある限り」（カール・ホルトケ大尉〈ジョン・ヴォイト〉）
- 花のスチュワーデス（ビーチャム課長）
- ヒルストリート・ブルース シーズン2 #17（バック・レミントン、ウォーリンズ）
- ファミリータイズ シーズン3（#15 エド・ネルソン / ジョン・アダムス〈ベン・ピアッツァ〉）
- ルーツ（サム・ハーヴィ）※ソフト版
- ロンドン指令X

#### アニメ
- オリビアちゃんの大冒険（ヒーラム・フラバーシャム）
- コルドロン
- ダンボ（ナレーション）※再公開版
- まんが宇宙大作戦（レナード・マッコイ[1]〈デフォレスト・ケリー〉）
- わんわん物語（野良犬収容員）

#### 人形劇
- サンダーバード（マクガイヤ、男B、パワー）
- フラグルロック
- 劇団飛行船
  - 「アラジンと魔法のランプ」（王様）
  - 「オズの魔法使い」（ブリキ）

### 特撮
1964年
- 宇宙大怪獣ドゴラ（予告篇ナレーション）

1967年
- 光速エスパー（予告ナレーション）

1968年
- ウルトラセブン（宇宙海底人ミミー星人の声）
- マイティジャック（ハインツの声）
- 戦え! マイティジャック（ナレーター〈第23・25・26話〉）

1970年
- ゲゾラ・ガニメ・カメーバ 決戦!南海の大怪獣（ナレーター、宇宙生物の声）
- チビラくん（パパゴンの声、ハッタリーの声）

1971年
- 帰ってきたウルトラマン（第18話のウルトラセブンの声）
- 仮面ライダー（アリガバリの声）

1972年
- ウルトラマンA（第24話の早川健太の父の声）
- 帰ってきたウルトラマン（第50話のウルトラマンの声）
- 仮面ライダー（シードラゴンの声）
- 超人バロム・1（バロム・1の声〈第12話以降〉）
- 突撃!ヒューマン!!（キングフラッシャーの声、グランドフラッシャーの声）
- トリプルファイター（ナレーター）

1973年
- イナズマン（ナレーター）
- 恐怖劇場アンバランス（予告ナレーション）
- ゴジラ対メガロ（ラジオアナウンサーの声）
- ファイヤーマン（ナレーター、第21話の電波星雲第三惑星司令の声）

1974年
- イナズマンF（ナレーター）

1975年
- 冒険ロックバット（ナレーター、黒雲ワルジャンの声）

1976年
- 超神ビビューン（ナレーター）

1979年
- 仮面ライダー（新）（コウモルジンの声）

1980年
- 仮面ライダー（新）（ハエジゴクジンの声、ムササベーダー〈兄〉の声、サイダンプ2世の声、トリカブトロンの声）
- 仮面ライダースーパー1（カマギリガンの声）

1981年
- 仮面ライダースーパー1（ロンリーウルフの声、レッドデンジャーの声）

1984年
- 超電子バイオマン（ナレーター）
- 超電子バイオマン（劇場版）（ナレーター）

1985年
- 兄弟拳バイクロッサー（マグナムの声、ロビンダーの声、ベンキョーダーの声、シシキバラーの声）

### ラジオ
- ラジオドラマ版『マカロニほうれん荘』（後藤熊男）

### テレビ番組
- SHARPワールドクイズ・カンカンガク学（前期出題ナレーション）

## 後任・代役
村越の声優業引退後・死後、持ち役を引き継いだり代役を務めた人物は以下の通り。
| 後任・代役 | キャラクター名         | 概要作品                          | 後任・代役の初担当作品                                       | 備考          |
| ---------- | ---------------------- | --------------------------------- | ------------------------------------------------------------ | ------------- |
| 荒川太郎   | 波野ノリスケ           | 『サザエさん』                    | 1998年7月26日放送回                                          | [ 19 ]        |
| 村松康雄   | シュターデン           | 『銀河英雄伝説』                  | 『銀河英雄伝説外伝 千億の星、千億の光』                      |               |
| 小形満     | 野良犬収容員           | 『わんわん物語』                  | 『わんわん物語II』                                           |               |
| 田中亮一   | シードラゴン           | 『仮面ライダー』                  | 『仮面ライダー 正義の系譜』                                  |               |
| 伊藤栄次   | ボブ・ホワイトウッド   | 『がんばれ!ベアーズ』テレビ朝日版 | DVD追加収録部分                                              |               |
| 石井隆夫   | ジョットー少佐         | 『宇宙大作戦』                    | 「地底怪獣ホルタ」デジタルリマスター版追加収録部分           |               |
| 石田圭祐   | ゲリー・セブン         | 『宇宙大作戦』                    | 「宇宙からの使者 Mr.セブン」デジタルリマスター版追加収録部分 |               |
| 田原正治   | ナポレオン・ボナパルト | 『バンデットQ』                   | 35周年Blu-ray追加収録部分                                    |               |
| さかき孝輔 | ジョブ伍長             | 『戦略大作戦』                    | 吹替完全版追加収録部分                                       |               |
| 松本保典   | レジスタンスのリーダー | 『遠すぎた橋』日本テレビ版        | Blu-ray追加収録部分                                          | [ 20 ] [ 21 ] |